# Chion-ji

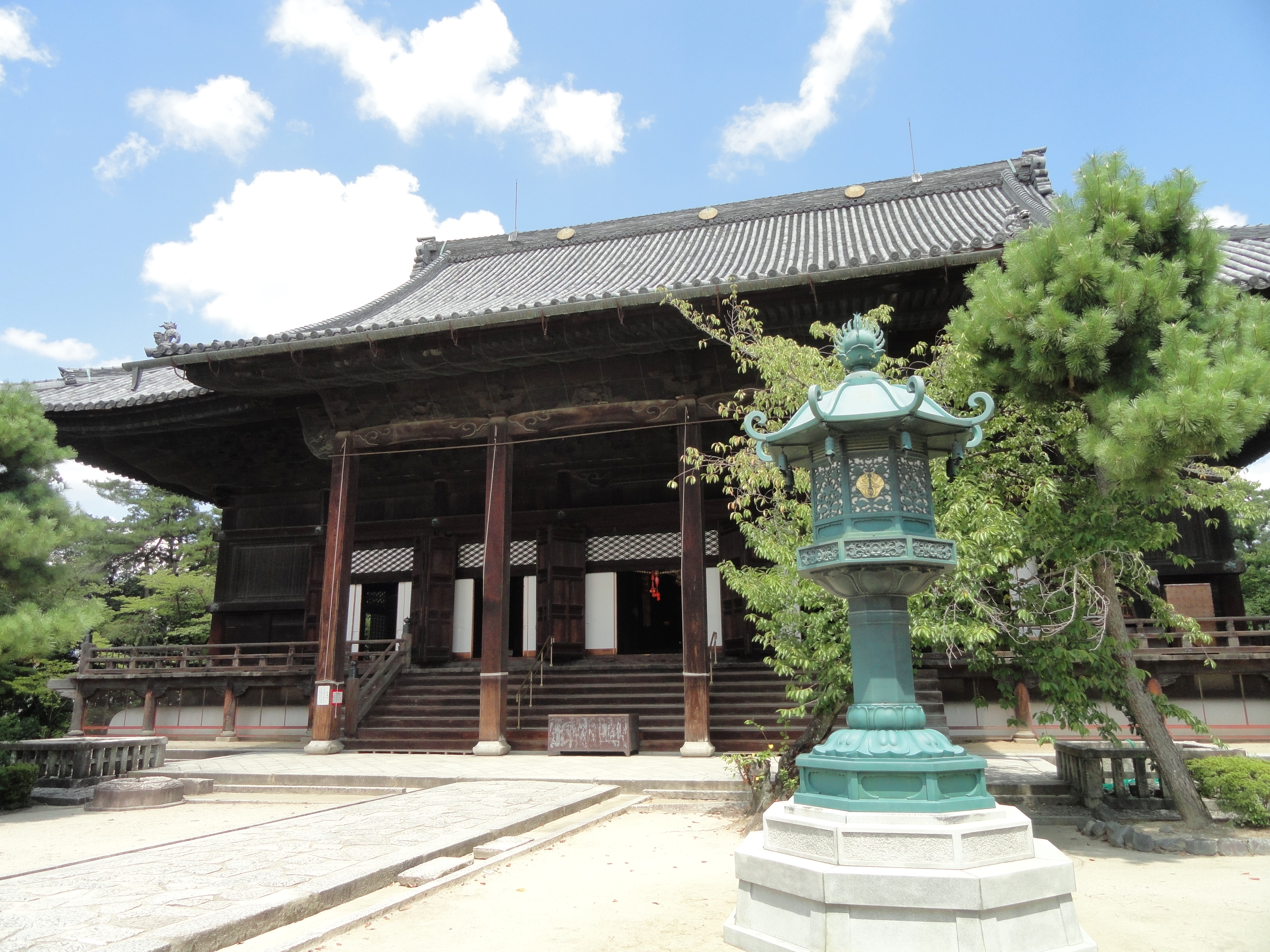
Mieidō des Chion-ji

Der Chion-ji (japanisch 知恩寺) ist einer der vier Haupttempel der Jōdo-Richtung des Buddhismus in Kyōto. Er befindet sich am Nordostrand der der Stadt und wird auch Hyakumanben Chion-ji genannt.

## Geschichte
Der Überlieferung nach soll der Tempel vom Priester Ennin (円仁; 794–864) erbaut worden sein. Ursprünglich soll er eine gemeinsame Gebetsstätte mit dem Kamo-Schrein an der Stelle des heutigen Shōkoku-ji unter dem Namen Imadegawa-Shakadō beziehungsweise Kamo-Kawaharaya (加茂河原屋) gewesen sein. Priester Hōnen, der den Kamo-Schrein hoch achtete, wollte hier eine Gedächtnisstätte für den Buddhismus (念仏道場) und betraute seinen Schüler Genchi (源智; 1183–1239) mit dessen Leitung. Genchi benannte die Gebetsstätte zu Ehren seines Lehrers um in „Kōtoku-in Chion-ji“ (功徳院 知恩寺).
Als im Jahr 1331 eine ansteckende Krankheit ausbrach, ließ der achte Oberpriester des Tempels, Zen’a Kūen (善阿 空円) sieben Tage lang Nembutsu-Riten durchführen. Die millionenfache Anrufung (百万編念仏, Hyakumanben nembutsu) bewirkte dann ein Abklingen der Seuche. Daraufhin verlieh Kaiser Go-Daigo dem Tempel den Ehrennamen „Hyakumanben“.
Al der Shōkoku-ji gebaut wurde, verlegte man den Tempel weiter nach Osten. Der Tempel wurde im Laufe der Zeit von vielen Bränden heimgesucht. Toyotomi Hideyoshi verlegte ihn nach Kyōgoku Tsuchimikado, bis er dann 1662 an die gegenwärtige Stelle kam.

## Die Anlage
Betritt man den Tempel durch das Südtor, steht man vor der Haupthalle aus dem Jahr 1756, hier Mieidō (御影堂) genannt. Dort befindet sich eine hölzerne Statue des Hōnen. Zu den weiteren Gebäuden gehören die Amida-Halle (阿弥陀堂) und die Shaka-Halle (釈迦堂).

## Schätze des Tempels

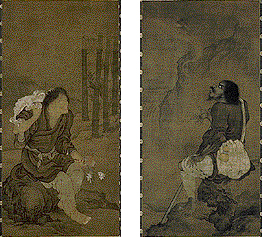
Hängerollen des Yan Hui

Zu den Tempelschätzen gehören zwei Hängerollen des chinesischen Malers Yan Hui (顔輝) aus der Zeit der Yuan-Dynastie. Auf farbiger Seide gemalt sind jeweils eine Person zu sehen: einer nachdenklichen Person (rechts) sitzt eine Person mit einer Kröte auf der Schulter gegenüber.

## Sonstiges
Auf dem Tempelgelände befinden sich die Gräber von Torii Mototada (鳥居元忠; 1539–1600), der in der Schlacht von Sekigahara die Burg Fushimi verteidigt hatte und dabei gefallen war, von Asayama Nichiyō (朝山日乗; † 1577), von dem Nichiren-Priester Asayama Nichijō (朝山日乗; † 1577), der vor Oda Nobunaga mit dem portugiesischen Missionar Luís Fróis ein Streitgespräch geführt hatte, von Takenaka Hambei (竹中半兵衛; 1544–1579), einem Feldherr Toyotomi Hideyoshis, von Tosa Mitsuoki (土佐光起; 1617–1691), einem Maler der Tosa-Schule und von anderen.